# Sojaolja

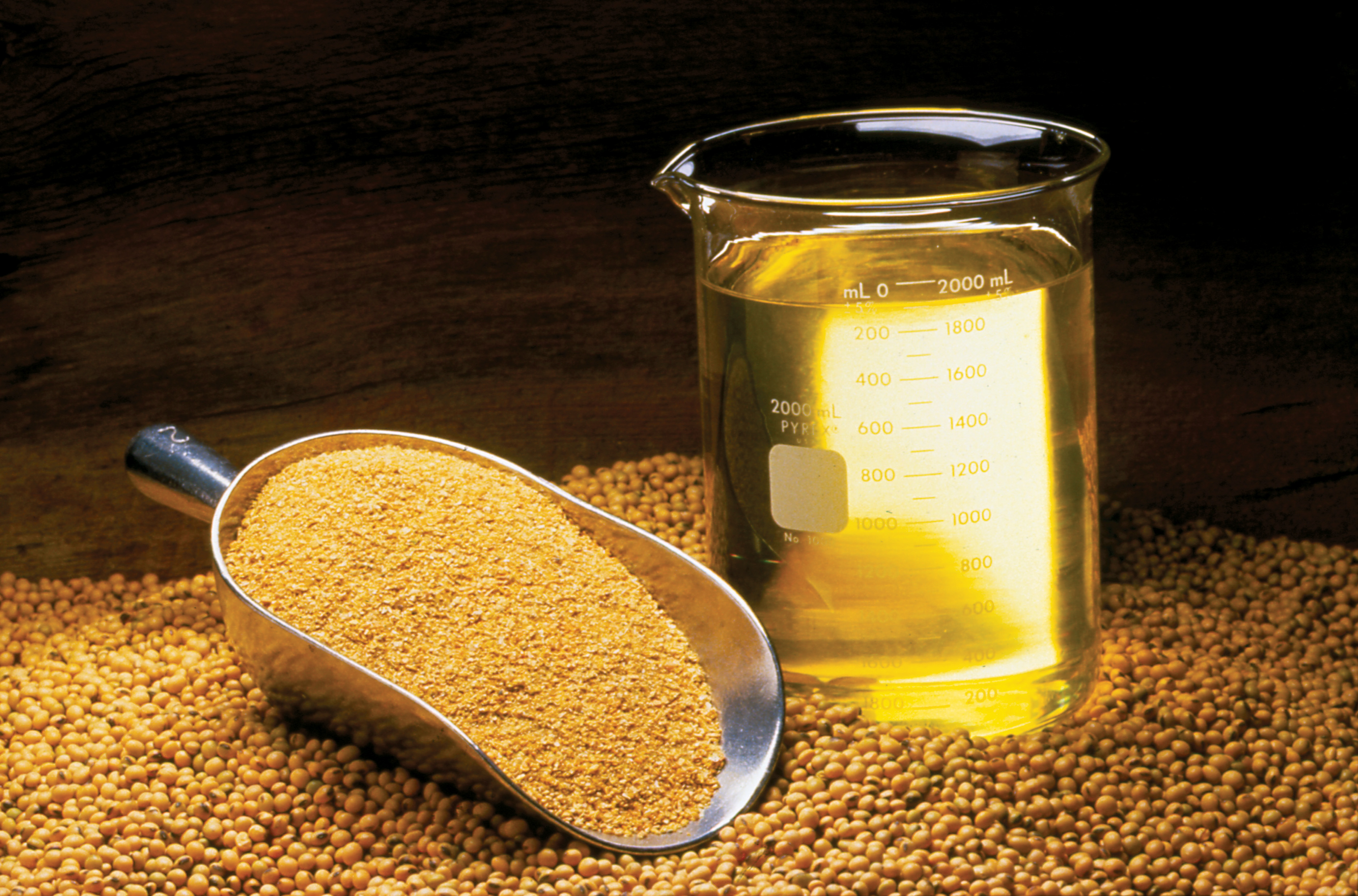
Sojaolja

Sojaolja är en fet olja, som kan utvinnas genom pressning eller extraktion av sojabönor. Genom sojabönans framsteg som kulturväxt både i Asien, Amerika och Europa har oljan efter hand fått mycket stor betydelse.

## Egenskaper
Oljan är brungul eller ljusgul till färgen och stelnar vid ca - 10 °C.
Sojaoljans sammansättning består till 16 % av mättat fett, 23 % enkelomättat fett och 58 % fleromättat fett. De vanligaste omättade fettsyrorna i sojaolja är triglycerider, varar  7 – 10 % är alfa-linolsyror, 51 % linolsyror och 23 % oljesyror. Den innehåller även 4 % stearinsyra och 10 % palmitinsyra, som är mättade fettsyror. 

## Användning
I sitt hemland Manchuriet tillverkas den för inhemsk användning som matolja. I Europa och Amerika används den mest i raffinerat tillstånd, flytande eller härdad, för margarintillverkning, samt som sardinolja, till majonnäs och för vanligt hushållsbruk.
Den råa eller delvis raffinerade oljan används för tillverkning av mjuk tvål och fernissa.
Såväl sojakakor som sojamjöl, vilka erhålls som press- resp. extraktionsrester, är utmärkta fodermedel för kreatur.